# Monte Petroso
Il Monte Petroso (o Monte Pietroso) è un rilievo di 2 249 m s.l.m. dell'Appennino abruzzese (Monti Marsicani, sottogruppo Monti della Meta), situato al confine tra l'Abruzzo e il Lazio all'interno del Parco nazionale d'Abruzzo, Lazio e Molise.